# Кострище
Кострище (бел. Кастрышча) — посёлок в Кошелёвском сельсовете Буда-Кошелёвского района Гомельской области Беларуси.
На западе граничит с лесом.

## География

### Расположение
В 4 км на север от районного центра и железнодорожной станции Буда-Кошелёвская (на линии Жлобин — Гомель), 52 км от Гомеля.

### Гидрография
На севере река Липа и мелиоративные каналы.

## Транспортная сеть
Транспортные связи по просёлочной, затем автодорогах, которые отходят от Буда-Кошелёво.
Планировка состоит из двух прямолинейных улиц, ориентированных с юго-востока на северо-запад и застроенных двусторонне, неплотно деревянными домами усадебного типа.

## История
Основан в конце XVIII века. В начале XIX века небольшое селение с трактиром. В 1850 года в составе Кошелёвского казённого поместья. С 1883 года действовал хлебозапасный магазин. По переписи 1897 года находились: школа грамоты, ветряная мельница. В 1909 году — 281 десятин земли, в Кошелёвской волости Рогачёвского уезда Могилёвской губернии.
В 1929 году организован колхоз. На фронте погибли 32 жителя посёлка. В 1959 году в составе совхоза «Шарибовский» (центр — деревня Шарибовка).

## Население

### Численность
- 2004 год — 16 хозяйств, 18 жителей.

### Динамика
- 1850 год — 15 дворов, 55 жителей.
- 1897 год — 29 дворов, 203 жителя (согласно переписи).
- 1909 год — 39 дворов, 278 жителей.
- 1959 год — 265 жителей (согласно переписи).
- 2004 год — 16 хозяйств, 18 жителей.